# Кирієнко Григорій Анатолійович
Григорій Анатолійович Кирієнко (рос. Григорий Анатольевич Кириенко, нар. 29 вересня 1965, Новосибірськ, Росія) — російський фехтувальник на шаблях, дворазовий олімпійський чемпіон (1992 та 1996 роки), семиразовий чемпіон світу.

## Виступи на Олімпіадах
| Олімпіада      | Дисципліна          | Місце |
| -------------- | ------------------- | ----- |
| Барселона 1992 | індивідуальна шабля | 10    |
| Барселона 1992 | командна шабля      | 1     |
| Атланта 1996   | індивідуальна шабля | 9     |
| Атланта 1996   | командна шабля      | 1     |